# Stefans Grové
 (février 2023).
La mise en forme du texte ne suit pas les recommandations de Wikipédia : il faut le « wikifier ».
Les points d'amélioration suivants sont les cas les plus fréquents. Le détail des points à revoir est peut-être précisé sur la page de discussion.
- Les titres sont pré-formatés par le logiciel. Ils ne sont ni en capitales, ni en gras.
- Le texte ne doit pas être écrit en capitales (les noms de famille non plus), ni en gras, ni en italique, ni en « petit »…
- Le gras n'est utilisé que pour surligner le titre de l'article dans l'introduction, une seule fois.
- L'italique est rarement utilisé : mots en langue étrangère, titres d'œuvres, noms de bateaux, etc.
- Les citations ne sont pas en italique mais en corps de texte normal. Elles sont entourées par des guillemets français : « et ».
- Les listes à puces sont à éviter, des paragraphes rédigés étant largement préférés. Les tableaux sont à réserver à la présentation de données structurées (résultats, etc.).
- Les appels de note de bas de page (petits chiffres en exposant, introduits par l'outil «  Source ») sont à placer entre la fin de phrase et le point final[comme ça].
- Les liens internes (vers d'autres articles de Wikipédia) sont à choisir avec parcimonie. Créez des liens vers des articles approfondissant le sujet. Les termes génériques sans rapport avec le sujet sont à éviter, ainsi que les répétitions de liens vers un même terme.
- Les liens externes sont à placer uniquement dans une section « Liens externes », à la fin de l'article. Ces liens sont à choisir avec parcimonie suivant les règles définies. Si un lien sert de source à l'article, son insertion dans le texte est à faire par les notes de bas de page.
- La présentation des références doit suivre les conventions bibliographiques. Il est recommandé d'utiliser les modèles {{Ouvrage}}, {{Chapitre}}, {{Article}}, {{Lien web}} et/ou {{Bibliographie}}. Le mode d'édition visuel peut mettre en forme automatiquement les références.
- Insérer une infobox (cadre d'informations à droite) n'est pas obligatoire pour parachever la mise en page.

Pour une aide détaillée, merci de consulter Aide:Wikification.
Si vous pensez que ces points ont été résolus, vous pouvez retirer ce bandeau et améliorer la mise en forme d'un autre article.
 (février 2023).
Le contenu est difficilement compréhensible vu les erreurs de traduction, qui sont peut-être dues à l'utilisation d'un logiciel de traduction automatique.
Stefans Grové, né le 23 juillet 1922 et mort le 29 mai 2014, est un compositeur sud-africain. Avec Arnold van Wyk et Hubert du Plessis, il forme un trio de compositeurs et musiciens sud-africains iconiques de la fin du XXe siècle.
Avant sa mort, l'université de Pretoria dit de lui : « Il est considéré par beaucoup comme le plus grand compositeur vivant d'Afrique, et possède l'une des voix de composition les plus distinctives de notre temps »[pertinence contestée].

## Enfance et études
À Bethlehem, dans l'État libre d'Orange, où est né Grové, sa mère travaillait comme professeur de musique et son père comme directeur d'école:141. L'éducation musicale de Grové a commencé à l'école et ses premiers efforts de composition datent de cette époque. Il a finalement suivi une formation de pianiste et d'organiste, sous la direction du frère de sa mère, DJ Roode:141. En tant qu'étudiant, il est resté un lecteur avide de partitions musicales (souvent sans l'aide de bandes sonores d'accompagnement) qui ont non seulement informé son propre développement en tant que compositeur, mais ont peut-être aussi développé son talent pour la lecture à vue au piano.

## Vie et œuvres
En 1942, Grové s'installe à Klerksdorp où il travaille comme organiste d'église pendant deux ans:141. Par la suite, il a déménagé pour étudier la composition à l'Université du Cap, d'abord avec William Henry Bell, puis avec Erik Chisholm. Les compositions de cette époque comprennent une suite de ballet pour orchestre (1944), le Quatuor à cordes en ré majeur (1945) et un czardas pour violon et piano (1946 ? ).
En tant que premier récipiendaire sud-africain d'une bourse Fulbright, Grové a eu l'opportunité d'aller à l'Université Harvard où il a terminé sa maîtrise. Ses professeurs là-bas comprenaient Thurston Dart et Walter Piston. Les œuvres que Grové a composées sous leur direction lui ont valu le prix G. Arthur Knight et le New York Bohemian Prize:142. Ceux-ci ont été décernés respectivement pour le trio Pianoforte et la Sonate pour pianoforte et violoncelle. Grové a suivi le cours de composition d'Aaron Copland à la Tanglewood Summer School et a étudié la flûte à la Longy School of Music:142. Après ces études, à partir de 1956, Grové enseigne au Bard College pendant deux ans, puis au Peabody Institute de Baltimore pendant huit autres années. Tout en travaillant au Bard College, Grové a également occupé un poste de chef de chœur à la Franklin Street Presbyterian Church, où il s'est intéressé à l'interprétation de la musique ancienne, notamment les cantates de Jean-Sébastien Bach. Une entreprise similaire a été entreprise avec un groupe que Grové a fondé en 1962, le Pro Musica Rara:142.

## Afrocentrisme
Grové retourna en Afrique du Sud pour un congé sabbatique en 1960 lorsqu'il donna des conférences à la Potchefstroom University for Christian Higher Education ainsi qu'au South African College of Music. Il est retourné définitivement en Afrique du Sud en 1972 et, l'année suivante, a été nommé maître de conférences à l'Université de Pretoria.
Grové a été l'un des premiers compositeurs sud-africains blancs à incorporer des éléments de musique noire africaine dans son propre style, « s'aventurant bien au-delà de la simple « couleur locale » pour forger une synthèse créative unique de l'indigène et de l'« occidental »».
Il est décédé à Pretoria, à l'âge de 91 ans.

## Écriture
Outre son travail de compositeur, Grové était également un excellent écrivain dont les essais et les nouvelles ont reçu les éloges de nul autre qu'André P. Brink. Il a également été actif en tant que critique musical, notamment pour les journaux Rapport et Beeld:142.

## Œuvres

### Opéra
- Die bose wind, opéra en trois actes, 1983

### Ballet
- Ballet suite, 1944

- Alice in Wonderland, based on Lewis Carroll, Baltimore 1960

- Waratha, 1977

- Pinocchio, ballet for children, 3 acts, 1988

### Incidental Music
- Uit die dagboek van ’n soldaat (N.P. van Wyk Louw), 1963

### Orchestral works
- Elegy, for string orchestra, 1948

- Overture, 1953

- Konsertante simfonie, for chamber orchestra, 1955

- Symphony 1962

- Partita, 1962

- Kettingrye (Chain Rows), 1978

- Vladimir’s Round Table. Study in the Russian Style, 1982

- Statement for future elaboration, 1983

- Dance Rhapsody: Cosmopolitan City, 1985

- Concertato Overture: Five Salutations on Two Zulu Themes, 1986

- Overture Itubi – a Festive Dance, 1992

- Invocation from the Hills and Dances in the Plains, 1994

- Figures in the Mist (2012)

### Concertos
- Simfonia concertante, 1955

- Concerto for violin and orchestra, 1959

- Daarstelling, for flute, harpsichord and strings, 1972

- Concerto Grosso, for violin, cello, piano and string orchestra, 1974

- Maya, concerto grosso for violin, piano and string orchestra, 1978

- Suite Concertato. Homage to Bach, Handel and Scarlatti, for harpsichord and string orchestra, 1985

- Raka: Symphonic Poem in the Form of a Concerto for Piano and Orchestra, after N. P. van Wyk Louw’s Raka, 1995-6

- Concertino for piano, trumpet, marimba, flute and strings, 2003

- Brass or Wind Ensemble:

- Tower Music for brass ensemble, 1954

- Suite Juventuti, for winds and percussion, 1986

### Chamber Music
- String Quartet in D Major, 1946

- Czardas, for violin and piano, 1945

- String Trio, 1947

- Sonata for clarinet and piano, 1949

- Duo for violin and cello, 1950

- Duo for viola and cello, 1950 (arr. of the Duo for violin and cello)

- Trio, for oboe, clarinet and bassoon, 1951

- Trio for violin, cello and piano, 1951

- Serenade, for flute, oboe, viola, clarinet and harp, 1952

- Trio for oboe, clarinet and bassoon, 1952

- Sonata for cello and piano, 1953

- Quintet for harp and string quartet, 1954

- Divertimento, for recorder trio, 1953

- Sonatina for two recorders, 1955

- Metamorfose. Humoristiese variasies op ‘Baba Black Sheep’, for recorder trio, 1955

- Sonata for flute and piano, 1955

- String quartet, 1955

- Divertimento, for flute, oboe, clarinet and bassoon, 1955

- Two Movements for string quartet, 1958

- Sonatine, for recorders, 1960

- Three pieces for harp, 1974

- The night of 3 April, for flute and harpsichord, 1975

- Portret van ’n meisie, for clarinet and guitar, 1975

- For a winter’s day, phantasy for bassoon and piano, 1977

- Scaramouche, for bassoon solo, 1978

- Tribal Dance, for bassoon and piano, 1981

- Conversation for three, for oboe/cor anglais, clarinet/bass clarinet, percussion, 1978

- Cyclops, for double bass and piano, 1980

- Symphonia quattuor cordis, for violin solo, 1981

- Herderslied, for oboe and piano, 1981

- Aubade, for trumpet and piano, 1981

- Koraal, for flute and piano, 1981

- Chloe, for oboe and piano, 1981

- Fanfare, for trumpet and piano, 1981

- Bose kabouter, for clarinet and piano, 1981

- Mirror on the Wall, for clarinet and piano, 1981

- Swaaiende takke, for flute and piano, 1981

- Hartseerlied, for clarinet and piano, 1981

- Kronkelsleepsels in die sand, for clarinet and piano, 1981

- Akwarel tweekeer besigtig, for double bass and piano, 1983

- Concerto senza orchestra, for six cellos, 1984

- Gesprek vir drie, for oboe/cor anglais, clarinet/bass clarinet and percussion (Orff instruments, glock, 3 bongos, cassa roulante), undated

- Quintet for harp, flute, clarinet, violin and viola, 1986

- Sextet for Cellos, 1986

- Sonata on African Motives, for violin and piano, 1984

- Pan and the Nightingale, for flute solo, 198?

- City Serenade, for flute, clarinet, viola, cello and harp, 1985

- Trio, for violin, horn and piano, 1988

- Jeux de timbres, for harp, celeste and percussion (timpani, claves, gong, crotales, tamt, marimba), 1992

- String Quartet: Song of the African Spirits, 1993

- Sonata for Viola and Piano, 1994

- Soul Bird, for flute, cello and piano, 1998

- Portrait of a Clarinet Dancer, for clarinet solo, 1999

### Organ Works
- Ritual, a fantasy for organ with four manuals, 1969

- Chorale Prelude on Psalm 42, 1974

- Rhapsodic Toccata, 1974

- Afrika Hymnus I, 1991-3

- Afrika Hymnus II, 1997

### Piano Music
- Four Piano Pieces, 1945

- Six mood pictures, pre-1947

- Three Inventions, 1951

- Three piano pieces, 1965

- Toccata and Rhapsody, 1965

- An experience in musical styles, for piano / harpsichord, ca 1970

- Four piano pieces, 1975

- Seven graded piano pieces for the youth, 1975

- Sad Song

- Cock Fighting

- Night Music from a Far-Eastern Country, 1981

- Bondige tokkate, 1981

- Die klokke, for piano duet, 1981

- Windklokkies in die nag, for piano duet, 1984

- Wals van die Olifantjie, for piano duet, 1981

- Songs and Dances of Africa, 1991-2

- Blue Dream Valley, 1992

- Jewish Folksongs, 1993

- Nonyana, the Ceremonial Dancer, 1994

- Images from Africa, 1998-9

- Masks for two pianos, 1999

### Cadenzas
- Cadenzas for Mozart’s Piano Concerto in E Flat, K 482

### Choral Works
- 2 Carols from Musica Britannica, 1974

- Kaapse draaie (D. J. Opperman), for choir (SATB), guitar, piano, marimba, flute, clarinet and xylophone, 1974

- Garden (Louis Eksteen), for female chorus (SSA), flute and viola, 1974

- Landloper (Louis Eksteen), for female chorus (SSA), 1975

- Lied van die Transvaal (F. J. Pretorius), for double choir (SATB), pianoforte duet, two trumpets and three timpani, 1975

- Symphony, for three-part choir and orchestra, 1975 (unfinished)

- Music for Easter, for Choir, organ, flute, strings and Orff instruments, 1977

- Advent Music for choir, recorder and Orff instruments, 1977

- Gesange 133 & 135, by H.L. Hassler, arr. Stefans Grové, 1983

- Himmelskönig sei willkommen, for chorus (SATB), 2 trumpets and organ, 1982

- Omnis caterva fidelium, for children’s chorus (SSA) and piano, 1985

- Concerto burlesco: Gaudeamus igitur: Grepe uit die lewe van ’n eerstejaar (Stefans Grové), for narrator, chorus (SATB) and orchestra, 1992

- Psalm 150 in Southern Sotho, for double choir (SATB / SATB), strings and percussion, 1996

- Psalm 138, for children’s chorus (SA), chorus (SATB), African drums (two players), marimba and string orchestra, 2002

### Solo Vocal Music
- Drie liedere, before 1945: 1. Dis al, (J. F. E. Celliers); 2. Berusting (Toon van den Heever); 3. Weeklag (Anon.)

- Cantata profana (Stefans Grové), for two voices, flute, oboe, harpsichord and cello, 1959

- Psalm 74, for mezzo-soprano, flute and harp, 1974

- Three Japanese Songs, for mezzo-soprano and guitar, 1974

- Five songs (Anon.: Old Chinese poems), for mezzo-soprano and guitar, 1975

- Psalm 54, for mezzo-soprano, flute and harp, 1974

- Light over Judea (Louis Eksteen), for mezzo-soprano and a melody instrument, 1975

- Fulgebunt justi, for mezzo-soprano, alto flute and guitar, 1975

- Vyf liedere op tekste van Ingrid Jonker, for soprano and piano, 1981

- Bid (Petra Muller), for soprano and piano, 1988

- Halfpad (Petra Muller), for soprano and piano, 1988

- Daar waar jy woon (Petra Muller), for soprano and piano, 1988

- 7 Boesman-liedere, for soprano, string quartet and piano, 1990

- Zulu Horizons (Benedict Vilakazi), four songs for voice and orchestra, 1992[6]